# Nebílovy
Obec Nebílovy (dříve Nebylov, německy Nebillau) leží v okrese Plzeň-jih, 16 km jižně od Plzně, 11 km severovýchodně od Přeštic a 11 km severozápadně od Blovic. Rozkládá se v Plzeňské pahorkatině. Žije zde 382 obyvatel.

## Historie a současnost obce
První písemná zmínka o obci pochází z roku 1327, kdy obec i s tvrzí (dnešním zámkem) vlastnil jakýsi Racek z Nebílova. Za husitských válek byla obec zpustošena. V roce 1705 se tehdejší majitel panství – zámožný generál hrabě Adam ze Steinau rozhodl, že nepříliš rozlehlou tvrz přestaví na nový barokní zámek. Stavba byla zahájena roku 1706. V letech 1784–1789 byl zámek opět stavebně upravován. Kolem roku 1850 žilo ve 47 domech 380 obyvatel. Toho roku bylo reakcí na zrušení nevolnictví zavedeno nové územně-správní rozdělení monarchie. Nebílovy se tak staly obcí v okrese Plzeň. Národní obrození znamenalo zakládání mnohých občanských spolků a sdružení - např. čtenářsko-hospodářská beseda (1890) nebo Sbor dobrovolných hasičů (1895). Již počátkem 20. století byly Nebílovy spojeny autobusovou dopravou s Plzní. Toto spojení bylo sice přerušeno v období první světové války, ale v roce 1923 bylo opět obnoveno. Za druhé světové války, v roce 1943, získala obec telefonní spojení (z Blovic). Nebílovy byly osvobozeny 7. května 1945 americkou armádou. Byl vytvořen místní národní výbor. V 50. letech se do objektu zámku přesunuly kanceláře MNV, JZD (zal. 1953), otevřeno bylo koupaliště a postavena požární zbrojnice. V letech 1964–1990 spadaly Nebílovy pod MNV Netunice. Po roce 1989 začal být opravován velmi zchátralý objekt zámku, otevřen pro veřejnost byl v roce 1998, ale jeho náročná rekonstrukce stále pokračuje. V témže roce se Nebílovy staly vesnicí roku západních Čech. V současnosti se v obci rozvíjí výstavba rodinných domů, které si ve zdejší oblasti staví zejména Plzeňané.

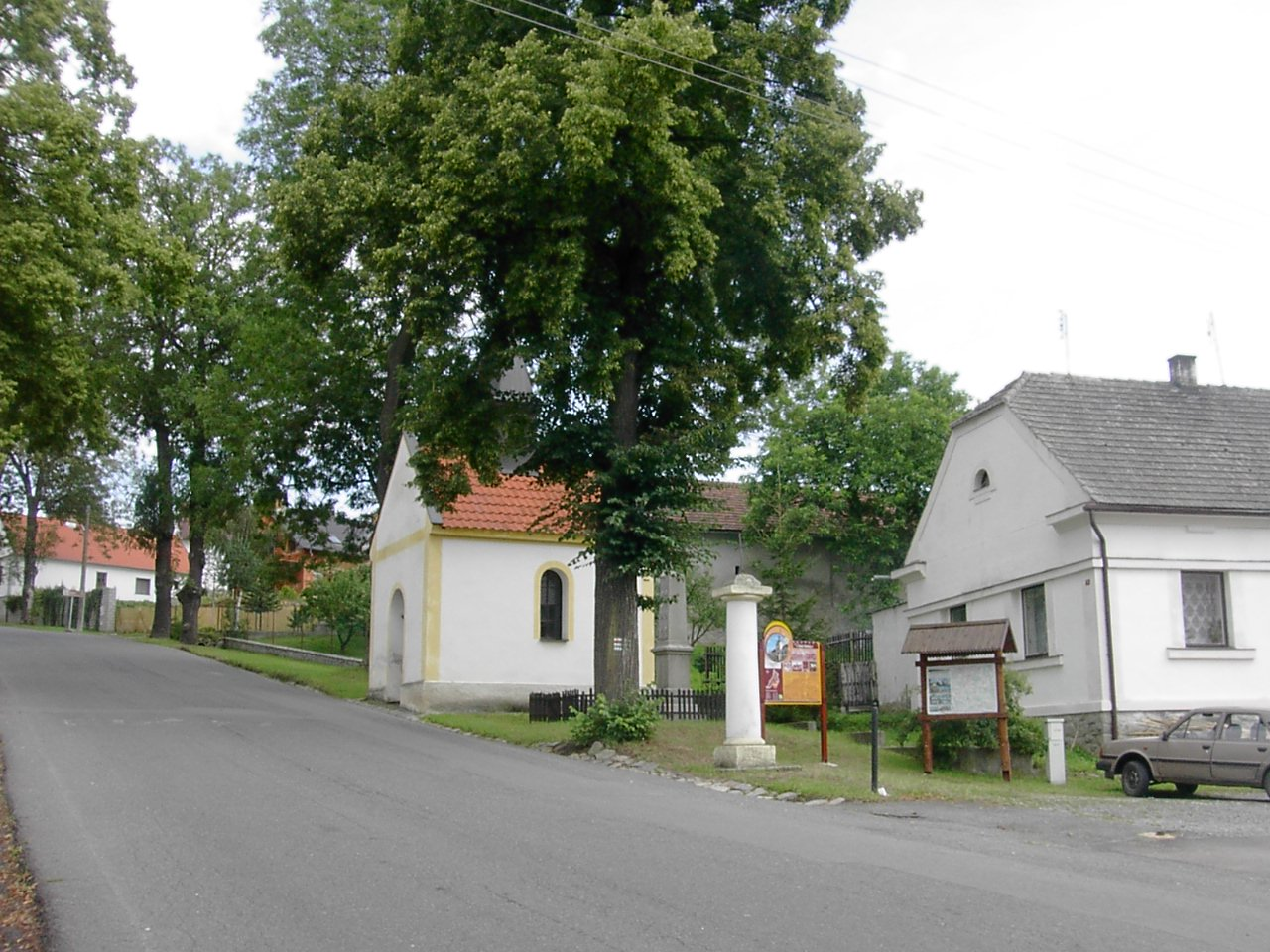
Kaplička na svažité návsi v Nebílovech

## Statistiky

### Obyvatelstvo

#### Počet obyvatel
Podle údajů MVČR ze 14. 5. 2007 žilo na území obce 312 obyvatel. 50,64 % z tohoto počtu tvořily ženy. Mládež do 15 let byla v obci zastoupena 11,86 %, což je relativně málo.

#### Národnost
V roce 2001 bylo 97,27 % obyvatel obce národnosti české a 0,91 % národnosti slovenské.

#### Náboženské vyznání
Podle údajů ze Sčítání lidu 2001 bylo 20,91 % obyvatel obce věřících. Z tohoto počtu se 66,67 % přihlásilo k církvi římskokatolické a 21,74 % k církvi československé husitské.

#### Nezaměstnanost
V roce 2001 dosahovala nezaměstnanost v obci 6,53 %. Toto číslo se ale od té doby zřejmě změnilo. V době sčítání bylo napočítáno 153 ekonomicky aktivních obyvatel, z čehož 29,41 % bylo zaměstnáno v průmyslu, 12,42 % ve stavebnictví a 11,11 % v zemědělství. Ostatní obory hospodářství měly procentuální zastoupení v zaměstnanosti pod 10 %.

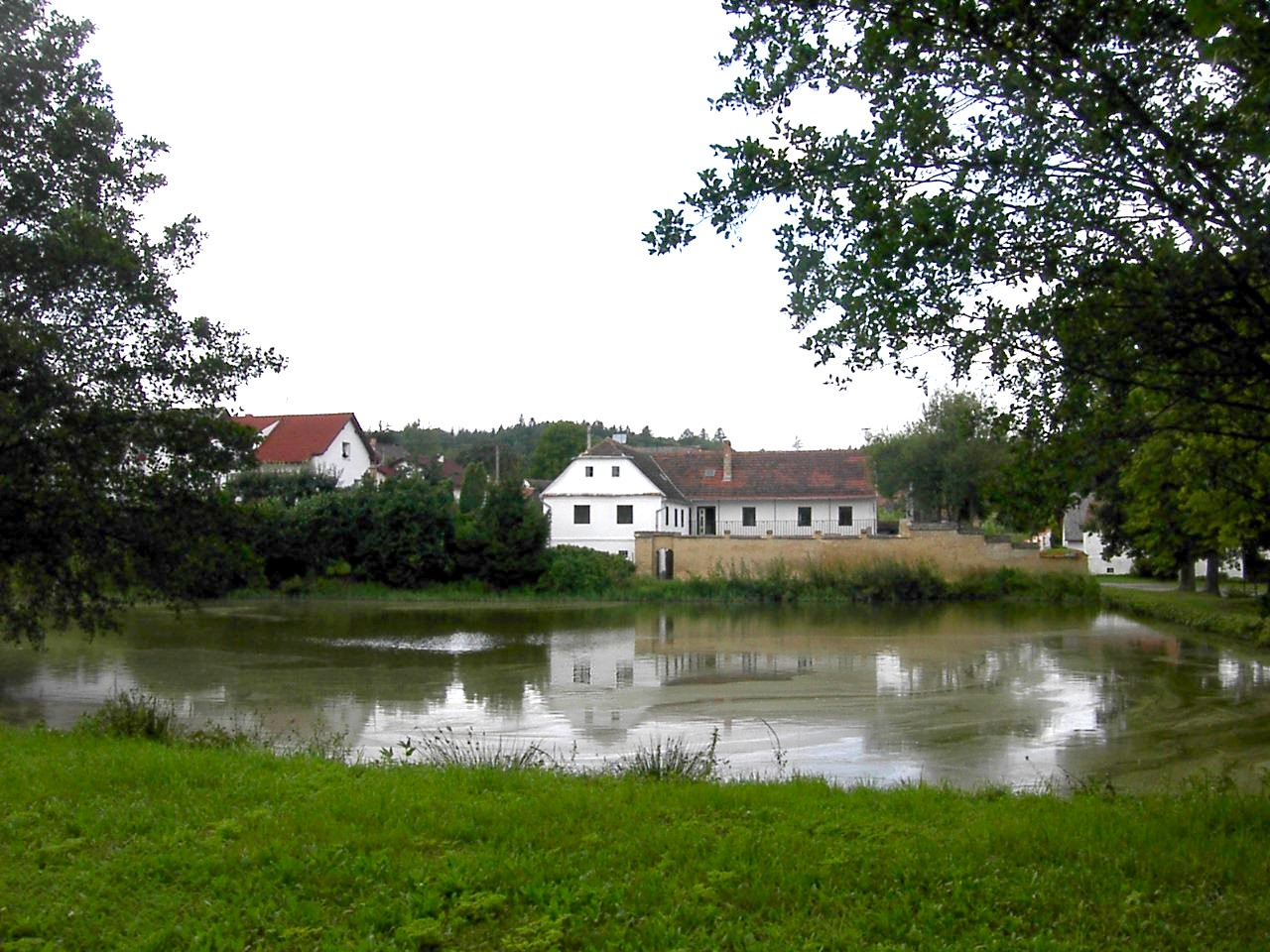
Tůňka v západní části vesnice

### Domovní fond
Při SLBD 2001 bylo v Nebílovech napočítáno 107 domů. 87 z nich (tj. 81,30 %) bylo obydlených. Přes 50 % budov v obci bylo postaveno v letech 1946–1980.

### Pozemky
Z celkové výměry katastru obce 526 ha tvoří více než 65 % zemědělská půda, z čehož orná půda je v katastru zastoupena asi 45 %. 27 % rozlohy je tvořeno lesy. Pouhé 2 % plochy katastru je tvořeno zastavěnými plochami.

## Doprava
Obcí prochází silnice II/183 z Rokycan přes Přeštice do Domažlic. Východně od Nebílov prochází silnice I/20, která spojuje Plzeň s Pískem a Českými Budějovicemi.
Autobusovou dopravu zajišťují 2 linky spol. ČSAD Plzeň: Plzeň–Nebílovy a Plzeň–Řenče, Vodokrty.

## Pamětihodnosti
- Kostel svatého Jakuba Většího Na Prusinách
- Zámek Nebílovy
- Sýpka u zámku
- Fara
- Boží muka

## Galerie

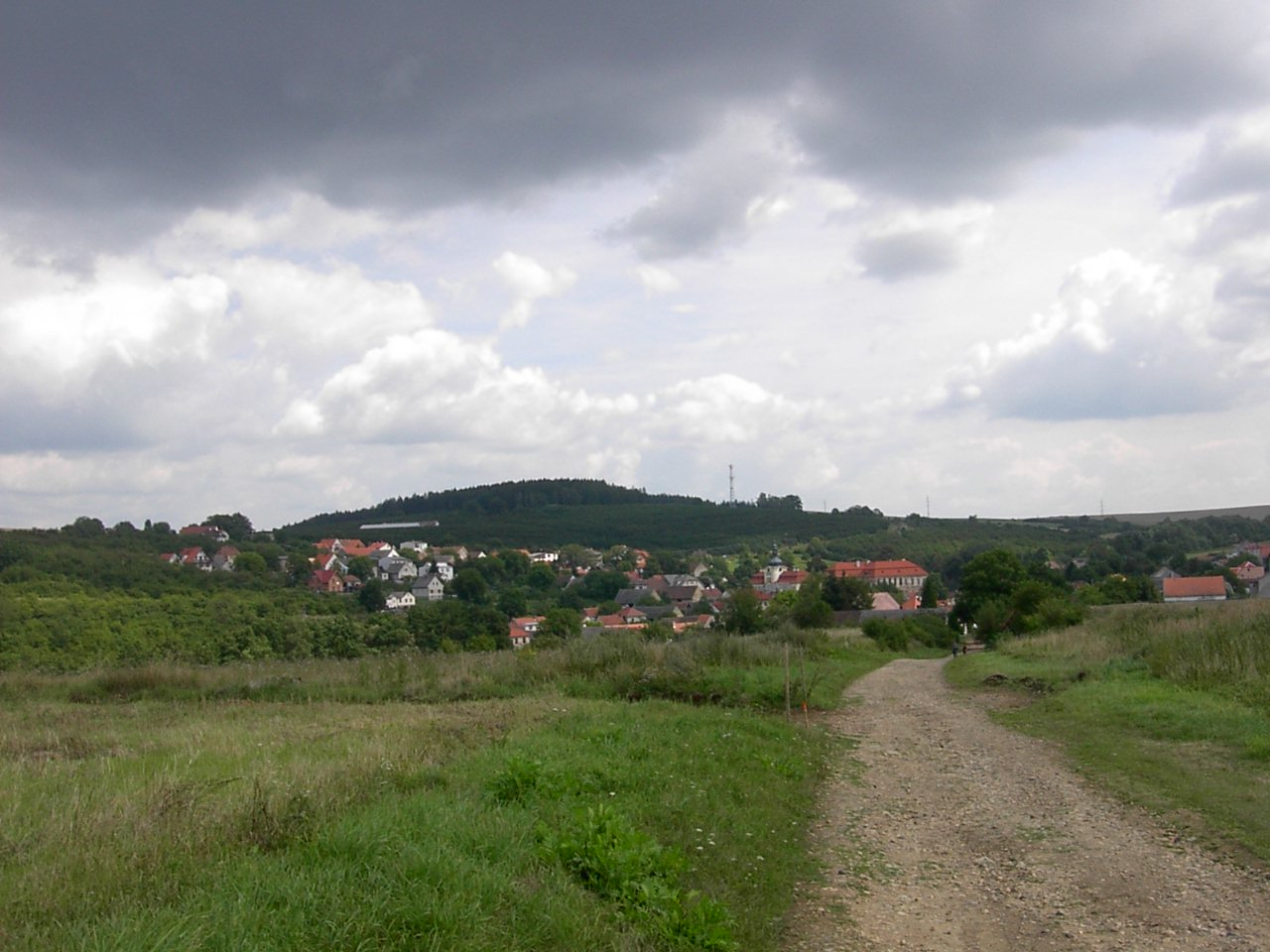
Celkový pohled na Nebílovy.
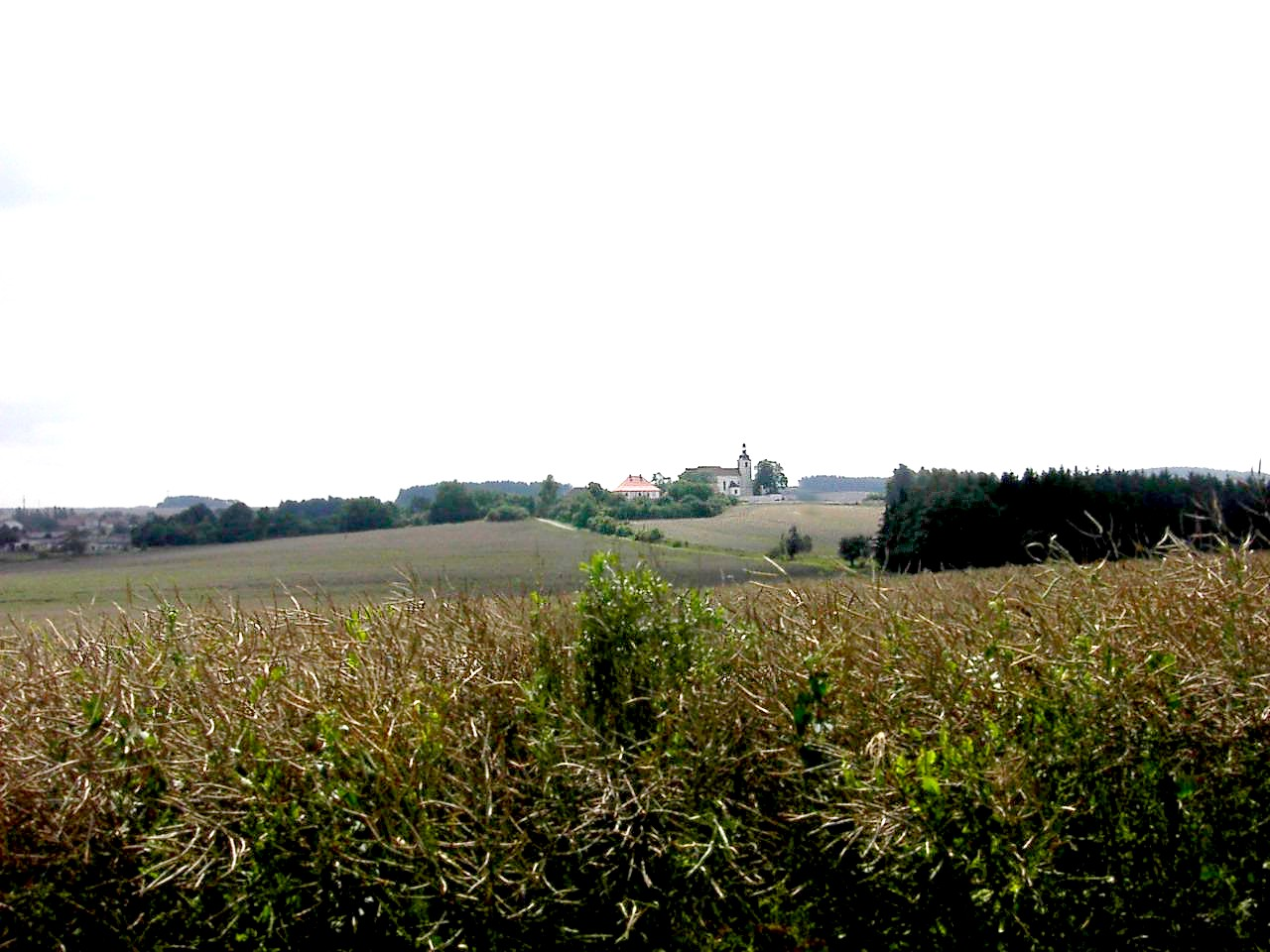
Kostel svatého Jakuba v Prusínech, dominanta okolí